# 納希莫夫大道站
納希莫夫大道站（羅馬化：Nakhimovsky Prospekt）是莫斯科地鐵謝爾普霍夫－季米里亞澤夫線的一個車站。車站的設計者是V. S. Volovich，L. N. Popov，V. I. Klokov和G. S. Mun。車站於1983年11月8日開通。